# Pierre Ceccaldi-Pavard
Pour les articles homonymes, voir Ceccaldi et Pavard.
Pierre Ceccaldi-Pavard, né le 6 février 1921 à Meaux et mort le 31 décembre 2004 à Dourdan, est un homme politique français. Membre de l’Union pour la démocratie française, il est maire de Dourdan de 1959 à 1983, conseiller général du canton de Dourdan de 1955 à 1979 et sénateur de l’Essonne de 1977 à 1986.

## Biographie
Fils d'un fonctionnaire de l'Enregistrement, Pierre Ceccaldi-Pavard est né le 6 février 1921. En 1984, la famille Ceccaldi-Pavard donne à la commune de Dourdan de vastes terrains pour y installer un établissement d’accueil pour personnes handicapées.
Il est le frère aîné du comédien Daniel Ceccaldi.
Il fait ses études au lycée Henri-IV à Paris. Il est ensuite assureur conseil et promoteur immobilier dans le civil. Membre de plusieurs cabinets ministériels sous la IVe République, il est proche notamment de Pierre Pflimlin.
Pierre Ceccaldi-Pavard entame sa carrière politique en étant élu en 1959 à la mairie de Dourdan, poste qu’il occupe durant quatre mandats. En 1955 il est élu conseiller général du canton de Dourdan. En 1977, il est élu sénateur de l’Essonne et conserve son siège durant un seul mandat. En 1979, il est battu lors des élections cantonales dans le canton de Dourdan.